# ¥$
¥$ é um supergrupo americano de hip hop formado pelo rapper Ye e pelo cantor Ty Dolla Sign. Com os dois mantendo uma forte relação ao longo de 2023, Ye convidou Ty Dolla Sign para gravar músicas em Tóquio, Itália e, posteriormente, na Arábia Saudita. Durante as sessões de gravação para o décimo primeiro álbum de estúdio de Ye, a dupla iniciou o trabalho no seu projeto colaborativo, Vultures 1 (2024).
Apesar de uma resposta crítica mista, Vultures 1 teve sucesso comercial, estreando no topo da Billboard 200 e lançando o single "Carnival" (com Rich the Kid e participação de Playboi Carti), que alcançou o primeiro lugar na Billboard Hot 100. Após vários atrasos, o segundo álbum da dupla, Vultures 2 (2024), foi lançado em agosto do mesmo ano, recebendo uma recepção negativa e vendas mais fracas, com críticas apontando o álbum como extremamente inacabado. Mesmo assim, o duo venceu o prêmio de Melhor Grupo no BET Awards de 2024.

## História
O rapper americano Ye e o cantor Ty Dolla Sign começaram a colaborar em setembro de 2014, durante a produção do sétimo álbum de estúdio de Ye, The Life of Pablo. Ty Dolla Sign co-escreveu e participou nos vocais de dois dos singles, "Real Friends" e "Fade". Após o lançamento do álbum, foi relatado que ambos começaram a trabalhar num projeto colaborativo previsto para lançamento no mesmo ano, embora isso nunca tenha se concretizado.[carece de fontes?]
Ty Dolla Sign também participou com vocais não creditados no oitavo álbum de estúdio de Ye, ye (2018), nas faixas "All Mine", "Wouldn't Leave" e "Violent Crimes". No mesmo ano, a dupla gravou várias músicas destinadas ao nono álbum de estúdio de Ye, conhecido na época como Yandhi, que foi adiado indefinidamente e, eventualmente, cancelado. Ty Dolla Sign contribuiu nas faixas inéditas "New Body" e "Sky City", esta última incluída posteriormente em Vultures 2. No ano seguinte, o álbum foi renomeado para Jesus Is King, que, apesar de excluir as duas faixas de Yandhi, incluiu a participação de Ty Dolla Sign em "Everything We Need".

### Formação eVultures 1
Em outubro de 2023, Ty Dolla Sign confirmou a existência da dupla e o lançamento do seu próximo álbum por meio de uma publicação no Instagram, exibindo o nome ¥$. Durante uma apresentação em novembro de 2023, ele revelou que estava trabalhando com West no álbum na Arábia Saudita e que o lançamento seria "muito em breve". Vídeos dos artistas gravando com o rapper Lil Baby também surgiram online.
West e Ty Dolla Sign passaram três meses gravando Vultures 1 na Arábia Saudita, principalmente na cidade de Alula, segundo o colaborador DJ Camper. A cantora britânica ZLYAH, inspirada por West, contribuiu para a composição da faixa "Carnival". O produtor musical Fred Again tocou trechos de uma música da dupla num clube, que, segundo rumores, seria do álbum.
O primeiro evento público de audição do álbum foi anunciado para 8 de fevereiro de 2024, no United Center, em Chicago. Vultures 1 foi lançado de forma independente pela marca YZY de West em 10 de fevereiro de 2024, comemorando o 20.º aniversário do seu álbum de estreia, The College Dropout. O álbum estreou no topo da Billboard 200 dos Estados Unidos.

### Trilogia deVultures
Em 23 de janeiro de 2024, West revelou que o projeto Vultures seria lançado como uma trilogia. A primeira parte, Vultures 1, estava programada para lançamento em 9 de fevereiro de 2024, seguida de Vultures 2 em 8 de março e a última, Vultures 3, em 5 de abril de 2024. Vultures 1 foi lançado de forma independente pela marca YZY de West em 10 de fevereiro de 2024, estreando no topo da Billboard 200 dos EUA, tornando-se o 11.º álbum consecutivo de West a alcançar o primeiro lugar e o primeiro de Ty Dolla Sign. O álbum também atingiu o topo das paradas em vários outros países.
Vultures 2 foi lançado em 3 de agosto de 2024. O produtor Timbaland e o rapper French Montana anunciaram a sua participação no projeto. West afirmou que Vultures 2 será vendido exclusivamente no seu site Yeezy por US$ 20, em vez de ser lançado em plataformas de streaming como o seu antecessor. Após vários adiamentos e incertezas sobre o lançamento de Vultures 2, West confirmou a data oficial do álbum numa entrevista no podcast The Download de Justin LaBoy, que foi ao ar em 22 de abril de 2024.
Esse anúncio coincidiu com a data que West havia vazado anteriormente para uma página de fãs de Baby Keem em março, quando ele pensou por engano que a conta era o perfil real do rapper. Faixas como "River" com Young Thug, "Everybody" com Charlie Wilson, que também aparece em "Matthew" com North, filha de West, "Promotion" com Future, "Slide" e "Field Trip" com Playboi Carti, Kodak Black, Lil Durk e Don Toliver foram todas antecipadas. "Slide" foi lançada como o single principal em 2 de agosto de 2024. Um dia depois, em 3 de agosto, Vultures 2 foi lançado de forma independente pela marca YZY de West.

#### Controvérsias
A arte original de Vultures 1, revelada por West em janeiro de 2024, foi considerada inspirada na capa do álbum Filosofem — de Burzum, um artista de black metal (gerenciado e mantido pelo músico assassino e neonazista Varg Vikernes) —, bem como nas obras do pintor Caspar David Friedrich, com a fonte do título do álbum assemelhando-se ao tipo usado por Burzum. Em 2024, West também foi fotografado usando uma camiseta de Burzum ao lado de JPEGMafia. Vultures 1 foi lançado com uma nova capa, apresentando uma foto de West completamente coberto por roupas pretas, incluindo uma máscara opaca, ao lado de sua parceira, Bianca Censori, de costas, usando meias e um tecido preto translúcido ao redor da cintura. Com o anúncio de Vultures 2, a dupla revelou a capa do álbum, com Ty Dolla Sign vestindo uma jaqueta de couro e uma máscara, posicionado no centro de um fundo marrom e segurando uma foto de seu irmão "Big TC".

## Discografia

### Álbuns de estúdio
| Título     | Detalhes do álbum                                                                             | Posições de pico no gráfico | Posições de pico no gráfico | Posições de pico no gráfico | Posições de pico no gráfico | Posições de pico no gráfico | Posições de pico no gráfico | Posições de pico no gráfico | Certificações |
| Título     | Detalhes do álbum                                                                             | EUA                         | AUS                         | CAN                         | NO                          | NZ                          | SE                          | GB                          | Certificações |
| ---------- | --------------------------------------------------------------------------------------------- | --------------------------- | --------------------------- | --------------------------- | --------------------------- | --------------------------- | --------------------------- | --------------------------- | ------------- |
| Vultures 1 | - Lançado: 10 de fevereiro de 2024 - Selo: YZY - Formato: CD, LP, download digital, streaming | 1                           | 1                           | 1                           | 1                           | 1                           | 2                           | 2                           | - BPI : Prata |
| Vultures 2 | - Lançado: 3 de agosto de 2024 - Selo: YZY - Formato: CD, LP, download digital, streaming     | 2                           | 4                           | 1                           | 2                           | 3                           | 9                           | 7                           |               |